# Бобровский, Алексей Юрьевич
Алексе́й Ю́рьевич Бобро́вский (29 апреля 1974, Елец, Липецкая область, СССР) — российский химик, преподаватель МГУ, доктор химических наук, Член-корреспондент РАН с 2022 года.

## Биография

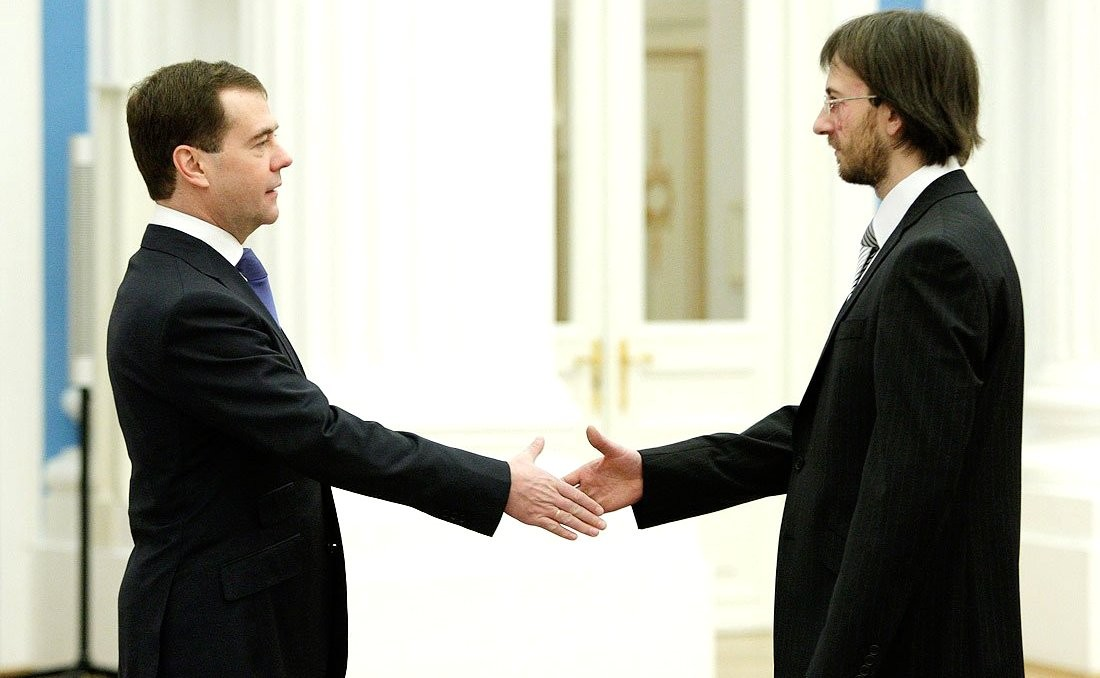
Церемония вручения премий Президента РФ в области науки и инноваций для молодых учёных за 2009 год. Алексей Бобровский награждён за работы по созданию жидкокристаллических полимеров для информационных технологий

Алексей Юрьевич Бобровский родился 29 апреля 1974 г. в Ельце Липецкой области. Там же окончил государственную школу. В шестом классе Алексей начал интересоваться химией, физикой и астрономией, а также принимал участие в областных олимпиадах по химии. Будучи школьником, юный ученый оборудовал лабораторию у себя дома для проведения экспериментов. Чем старше становился Алексей, тем больше он был увлечен наукой, еще в школе он читал университетские учебники, а выбор ВУЗа был очевиден. В 1991 году поступил на химический факультет МГУ им. М. В. Ломоносова. Во время курсовой по физической химии Алексей исследовал новые соединения, жидкокристаллические дендримеры, благодаря этому, Бобровский сделал свою первую научную публикацию. Затем на четвертом курсе Бобровский прошел стажировку в лаборатории Берлинского технологического университета в Марбурге.
Окончил химический факультет МГУ и продолжил обучение в аспирантуре. В 1999 году защитил на родном факультете диссертацию на степень кандидата химических наук по теме «Хиральные и фотохромные гребнеобразные жидкокристаллические полимеры: синтез, оптические и фотооптические свойства». В 2010 году защитил в МГУ диссертацию на степень доктора химических наук по теме «Многофункциональные фотохромные жидкокристаллические полимерные системы». Доцент кафедры высокомолекулярных соединений химического факультета МГУ им. М. В. Ломоносова (с 2009 года), ведущий научный сотрудник (с 1999 года), главный научный сотрудник (с 2016 года) .

## Общественная позиция
В феврале 2022 подписал открытое письмо российских учёных и научных журналистов с осуждением вторжения России на Украину и призывом вывести российские войска с украинской территории.

## Научная деятельность
Большую известность А. Ю. Бобровскому принесли его фундаментальные исследования в области создания нового поколения жидкокристаллических полимеров гребнеобразного строения для фотоники, оптоэлектроники, дисплейной техники, систем записи и хранения информации. На данный момент он является автором и соавтором 169 статей, а также Алексей представил более 70 докладов на конференциях. Алексей разработал оригинальные методы получения нового класса электро- и светоуправляемых многофункциональных ЖК-полимеров и ЖК-композитов . А. Ю. Бобровский создал холестерические жидкокристаллические полимерные системы с фоторегулируемым шагом спирали. Такое открытие привело к созданию новых материалов для записи и хранения информации. А также Алексей доказал возможность создания лазеров на основе ориентированных холестерических ЖК-полимеров с фоторегулируемым шагом спирали для использования лазеров с быстро изменяемой длиной волны, поляризацией и интенсивностью эмиссии. Бобровский разработал новые принципы защиты ценных бумаг и документов в сотрудничестве с объединением Криптен. Также благодаря тесному сотрудничеству с ведущими университетами Европы и фирмами Philips и Merck были созданы новые ЖК материалы для использования в дисплейных технологиях.
Сейчас А. Ю. Бобровский проводит исследования в нескольких направлениях:
- изучение влияния электрического поля на ориентацию мезогенных фрагментов в пленках полимеров
- изучение топографии поверхности пленки жидкокристаллических полимеров; процессов фотоиндуцированного массопереноса
- создание пористых холестерических полимерных сеток, таких как полупроводниковые нанокристаллы.

## Награды и премии
А. Ю. Бобровский — лауреат Главной премии МАИК-НАУКА/Интерпериодика (1998), конкурса молодых учёных Европейской академии (1999)за цикл работ по ЖК-полимерам, премии имени В. А. Каргина АН РФ 2002 годаза цикл работ «Светоуправляемые жидкокристаллические полимеры», премии им М. В. Ломоносова за научные работы 2006 год, премии Президента Российской Федерации в области науки и инноваций для молодых ученых за 2010 годза крупные научные достижения по созданию многофункциональных фотохромных жидкокристаллических полимеров для информационных технологий. А также конкурс работ, способствующих решению задач Программы развития Московского университета в 2018 году. Номинация III «Выдающиеся публикации», Категория I: статьи в ведущих журналах, индексируемых международными реферативными и библиометрическими системами, за период 2016—2018 гг. С 1997 года он является членом Российского жидкокристаллического общества «Содружество» (Россия) и International Liquid Crystal Society (США).

## Увлечения

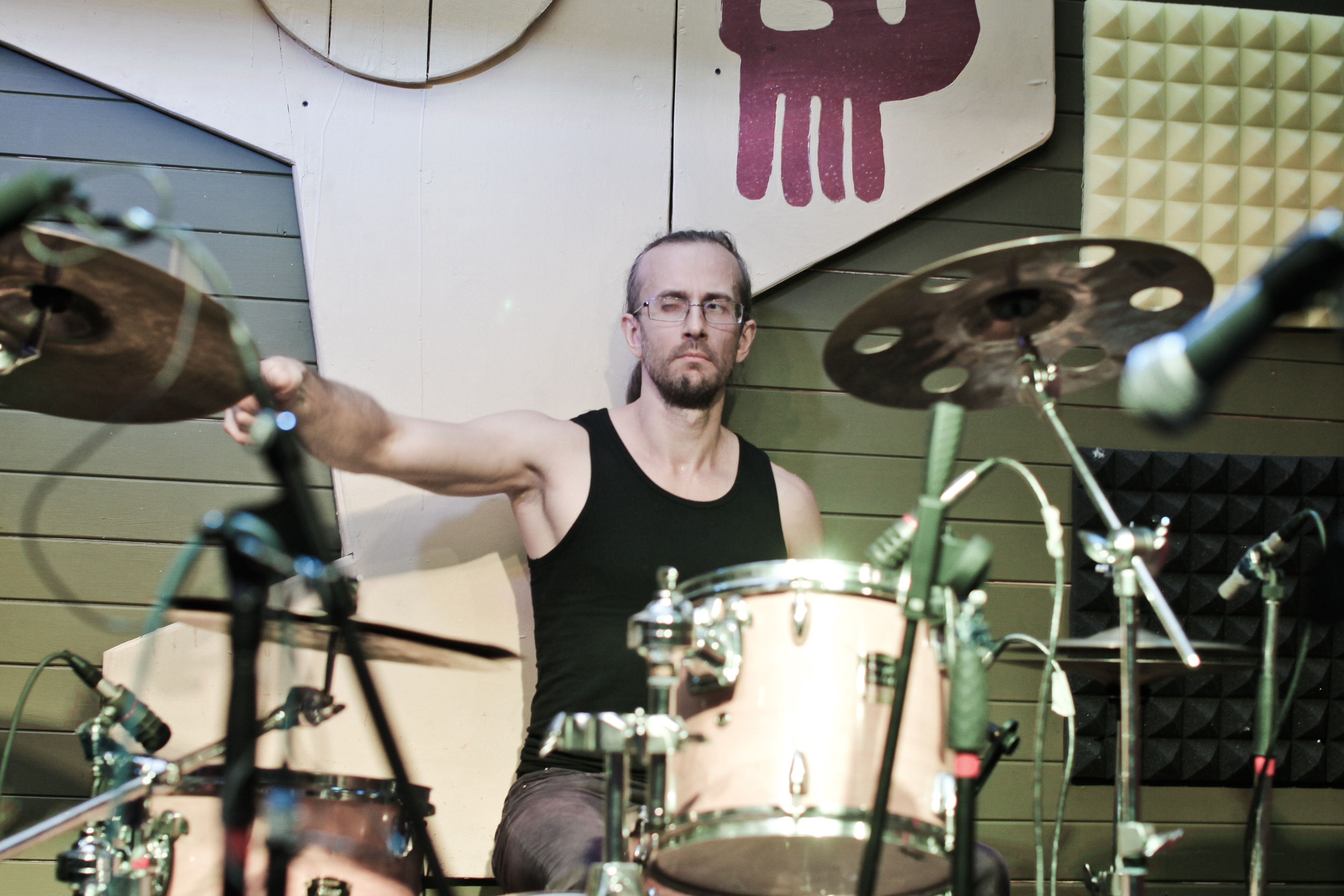

В свободное от работы время Алексей играет на барабанах. Музыкой Бобровский начал интересоваться еще с первого курса, вскоре появилась и первая барабанная установка. На первых порах Алексей успевал играть в шести коллективах одновременно, в начале 90-х молодежные рок-группы пользовались большой популярностью. Накопив денег после работы в Германии, Бобровский купил барабанную установку.
Помимо музыки, Алексей еще со школы увлекается астрономией. Например, летом ученый наблюдает за солнцем с помощью специального солнечного телескопа. А когда был сезон наблюдал за Юпитером
В 2011 году режиссёр-документалист Дмитрий Завильгельский снял документальный фильм «Возвращение Александра Сергеевича в Россию» с участием Бобровского, а в 2012 фильм «Химики» где Бобровский стал одним из главных героев.
В 2013 году студия Видеоника выпустила документальный фильм об Алексее Бобровском «Слияние с Настоящим», режиссер Илья Соколов.

## Основные труды
Автор более 100 статей в реферируемых научных журналах. Среди них:
- Alexey Bobrovsky, Valery Shibaev, «Novel type of combined photopatternable and electro-switchable polymer-stabilized cholesteric materials» // Journal of Materials Chemistry, 2009, 19 (3), 366—372
- Alexey Bobrovsky, Alexander Ryabchun, Alexey Medvedev, Valery Shibaev, «Ordering phenomena and photoorientation processes in photochromic thin films of LC chiral azobenzene-containing polymer systems» // Journal of Photochemistry and Photobiology, A: Chemistry, 2009, 206 (1), 46 — 52
- Valery Shibaev, Alexey Bobrovsky, Natalia Boiko, «Photoactive liquid crystalline polymer systems with light-controllable structure and optical properties» // Progress in Polymer Science, 2003, 28 (5), 729—836
- A.Yu. Bobrovsky, N.I. Boiko, V.P. Shibaev, «Photo-optical properties of new combined chiral photochromic liquid crystalline copolymers», «Liquid Crystals» 1998, V. 25, № 3, p. 393—401.
- A.Yu. Bobrovsky, N.I. Boiko, V.P. Shibaev «Photosensitive cholesteric copolymers with spiropyran-containing side groups: novel type of materials for optical data recording» Advanced Materials 1999. V. 11. No. 12. pp. 1025—1028.
- A.Yu. Bobrovsky, N.I. Boiko, V.P. Shibaev, «New type of multifunctional materials based on dual photochromism of ternary chiral-photochromic liquid crystalline copolymers for optical data recording and storage» Journal of Materials Chemistry 2000. vol. 10. № 5. pp. 1075—1082.
- A.Yu. Bobrovsky, N.I. Boiko, V.P. Shibaev, J. Springer, «New chiral nematic materials with photo-variable helical supramolecular structure for reversible optical data recording» Advanced Materials 2000. vol. 12, № 16. pp. 1180—1183.
- В. П. Шибаев, А. Ю. Бобровский, Н. И. Бойко, Высокомолекулярные соединения, серия C 2000. Т. 42. № 12. С. 2205—2234. (V. P. Shibaev, A. Yu. Bobrovsky, N. I. Boiko, «Light responsive Multifunctional liquid crystalline polymers and photoregulation of their optical properties» Polymer Science, Ser. C. 2000. vol. 42. № 2. pp. 103—128.)

## Патенты
2006 Холестерическая фотоактивная композиция для генерации лазерного излучения
Авторы: Бобровский А. Ю., Шибаев В. П., Бойко Н. И., Штыков Н. М.
2010 Способ изготовления фотолюминесцентного защитного средства, защитное средство, полученное указанным способом, ценный документ содержащий указанное защитное средство и способ верификации подлинности документа содержащего защитное средство
Авторы: Карасев А. Л., Смирнов А. В., Бобровский А. Ю., Шибаев В. П., Малкин А. В.
2013 Polyamide-based photoreactive polymer and preparation method thereof
Авторы: Shibaev V., Ryabchyn A., Bobrovsky A., Sung-Ho Chun, Dong-Woo Yoo, Seung Yeon Hwang, Min-Jong Lee, Ulyakhin S.